# Tamaria megaloplax
Tamaria megaloplax är en sjöstjärneart som först beskrevs av Bell 1884.  Tamaria megaloplax ingår i släktet Tamaria och familjen Ophidiasteridae. Inga underarter finns listade i Catalogue of Life.